# رنگ محله
رنگ محله (به انگلیسی: Rang Muhallah) یک منطقهٔ مسکونی در پاکستان است که در خیبر پختونخوا واقع شده‌است.